# (What's the Story) Morning Glory?
| 평가 점수                 | 평가 점수 |
| 출처                      | 점수      |
| ------------------------- | --------- |
| Chicago Tribune           | [ 1 ]     |
| Entertainment Weekly      | A−        |
| The Guardian              | [ 3 ]     |
| Los Angeles Times         | [ 4 ]     |
| NME                       | 7/10      |
| Q                         | [ 6 ]     |
| Rolling Stone             | [ 7 ]     |
| Select                    | 4/5       |
| Spin                      | 6/10      |
| The Sydney Morning Herald | [ 10 ]    |

《(What's the Story) Morning Glory?》는 영국의 록 밴드 오아시스의 두 번째 스튜디오 음반이다. 1995년 10월 2일, 크리에이션 레코드를 통해 발매되었으며, 오언 모리스와 밴드의 리드 기타리스트이자 주된 작곡가인 노엘 갤러거가 공동 프로듀서를 맡았다. 이 음반의 구성과 편곡 스타일은 이들의 전작 《Definitely Maybe》 (1994)와 상당히 달라진 것이 특징이다. 갤러거의 곡들은 발라드 지향성이 더욱 뚜렷해졌고, "거대한" 합창 부분에 더 많은 비중을 두었으며, 스트링 편곡과 보다 다양한 악기 사용은 데뷔 음반 《Definitely Maybe》의 거칠었던 사운드와 대조를 이루었다. 《(What's the Story) Morning Glory?》는 드러머 토니 매캐럴을 대신해 앨런 화이트가 합류한 이후 발표된 첫 번째 음반이기도 하지만, 매캐럴 역시 〈Some Might Say〉 트랙에서 드럼 연주로 참여하였다.
이 음반은 오아시스를 인디와 메인스트림을 넘나들던 밴드에서 전 세계적인 록 현상으로 끌어올렸으며, 평론가들은 이를 영국 인디 음악사에서 중요한 기록으로 평가하고 있다. 《(What's the Story) Morning Glory?》는 발매 첫 주에 영국에서 34만 5천 장이라는 기록적인 판매량을 기록했으며, 이후 영국 음반 차트에서 10주 연속 1위를 차지했다. 또한 미국에서도 밴드의 돌파구가 되어, 미국 빌보드 200 차트 4위에 올랐고 미국 음반 산업 협회로부터 4배 플래티넘 인증을 받았다. 이 음반에서는 밴드의 본고장인 영국에서 〈Some Might Say〉와 〈Don't Look Back in Anger〉가 각각 1위, 〈Roll with It〉과 〈Wonderwall〉이 2위를 기록하는 네 개의 주요 히트 싱글이 탄생했다. 특히 〈Wonderwall〉은 영국에서 밴드의 가장 많이 팔린 싱글로 자리 잡아 30주 연속 차트에 머물렀다. 〈Champagne Supernova〉와 〈Wonderwall〉은 미국 빌보드 얼터너티브 송 차트 1위를 차지했다. 1996년 브릿 어워드에서는 이 음반이 최우수 영국 음반 상을 수상했다. 1995년과 1996년에 걸쳐 밴드는 이 음반을 지원하기 위해 광범위한 월드 투어를 진행했으며, 당시 기준으로 사상 최대 규모 중 하나인 관객 수를 기록했다.
상업적으로는 성공을 거두었지만, 이 음반은 처음에는 주류 평론가들로부터 미지근한 평가를 받았다. 많은 평론가들은 이 음반이 《Definitely Maybe》에 비해 열등하다고 보았으며, 특히 작곡과 프로덕션을 비판의 대상으로 삼았다. 그러나 이후 몇 개월, 몇 년에 걸쳐 이 음반에 대한 평론가들의 평가는 극적으로 반전되었고, 이 음반의 강점과 "대중적 매력"이 인정받게 되었다. 이후에도 일부에서는 이 음반이 과대평가되었다는 견해가 있지만, 《(What's the Story) Morning Glory?》는 여전히 브릿팝 시대와 1990년대 전체를 대표하는 기념비적인 음반으로 간주되고 있다. 이 음반은 여러 록 음악 최고의 음반 목록에 이름을 올렸으며, 2010년 브릿 어워드에서는 1980년 이후 최고의 영국 음반으로 선정되었다. 《(What's the Story) Morning Glory?》는 전 세계적으로 2,200만 장 이상의 판매고를 올려 역대 가장 많이 팔린 음반 중 하나로 자리매김했다. 2024년 1월 기준으로, 이 음반은 영국 축음기 협회로부터 영국 내 510만 장 판매를 인정받아 17배 플래티넘 인증을 받았다.

## 배경 및 녹음
1995년 5월, 1994년 데뷔 음반 《Definitely Maybe》가 비평적·상업적으로 성공을 거둔 뒤, 오아시스는 웨일스의 록필드 스튜디오에서 《(What's the Story) Morning Glory?》 녹음을 시작하였다. 프로듀싱은 오언 모리스와 노엘 갤러거가 맡았다. 1995년 6월 녹음을 마칠 무렵, 오아시스는 영국에서 가장 인기 있는 밴드 중 하나가 되기 직전이었다. 같은 해 8월, 오아시스와 블러가 각각의 싱글 〈Roll with It〉과 〈Country House〉로 차트 경쟁을 벌인 "브릿팝 전쟁"은 두 밴드를 대중의 주목을 받게 만드는 계기가 되었다.
갤러거 형제 간의 불화에도 불구하고, 오언 모리스는 2010년에 "그 녹음 세션은 제가 녹음실에서 경험한 것 중 가장 훌륭하고, 가장 수월하고, 가장 갈등이 없고, 가장 행복하게 창의적이었던 시간이었다"고 회상하였다. 그는 "음악이 정직하지 않거나 잘못된 동기로 만들어졌을 때 사람들은 그것을 느끼고 들을 수 있다고 믿는다. 《(What's the Story) Morning Glory?》는 모든 불완전함과 결함에도 불구하고 사랑과 행복으로 가득 차 있다"고 덧붙였다. 폴 웰러는 스튜디오에 합류하여 〈Champagne Supernova〉에서 리드 기타와 백 보컬을 맡았으며, 두 개의 무제 트랙으로 알려진 〈The Swamp Song〉에서는 하모니카를 연주하였다. 노엘 갤러거는 음반의 마지막 곡인 〈Cast No Shadow〉를 스튜디오로 돌아가는 기차 안에서 작곡했으며, 이 곡은 밴드 버브의 초창기 해체로 고통을 겪었던 리처드 애시크로프트를 위해 쓰여졌다.
모리스는 이 음반이 15일 동안, 하루에 한 곡씩 속도로 녹음되었다고 주장하였다. 〈Some Might Say〉는 녹음 과정에서 문제를 일으켰다. 노엘 갤러거와 모리스가 술에 취해 데모를 듣고는 새로운 버전이 너무 빠르게 연주되었다고 판단하여, 노엘은 나머지 밴드를 깨워서 다시 녹음하게 했다. 그 결과, 백킹 트랙은 원래 의도보다 빠르게 진행되었으며, 모리스는 이를 "첫 번째 코러스의 첫 세 마디 동안 정말 나쁜 속도 조정"이라고 묘사했다. 그러나 이 테이크는 리암의 보컬에 모두가 감명을 받아 결국 사용되었고, 모리스는 실수를 숨기기 위해 딜레이와 기타 프로세싱을 이용해 트랙을 세 번 믹싱해야 했다. 음반이 완성되었을 때, 모리스는 이 음반이 "경쟁을 압도하다니... 정말 놀라운 일이죠. 이 음반은 이번 세대를 위한 《Bollocks》와 같은 존재라고 할 수 있습니다."이라고 말했다. 크리에이션 레코드의 사장 앨런 맥기 역시 비슷한 감정을 드러내며, "이 음반을 비판할 수는 없다. 이는 스웨이드나 라디오헤드가 꿈도 꾸지 못할 방식으로 진짜 노동계급 남자들과 소통할 것이다"라고 말했다. 음반의 제목은 노엘의 친구 멜리사 림이 전화받을 때 그 문구를 사용한 것에서 영감을 받았으며, 이 문구는 영화 《바이 바이 버디》의 곡 〈The Telephone Hour〉에서 유래한 것이다.
음반 녹음 중 사용된 브릭월 마스터링 기법은 일부 언론인들에 의해 그것이 라우드니스 워를 시작하게 한 원인이라고 주장하게 만들었다. 이 기법은 모리스가 《Definitely Maybe》에서 처음 널리 사용한 압축의 과도한 사용으로, 그 이전에 어떤 다른 음반도 시도하지 않았던 수준을 훨씬 초과한 것이었다. 음악 저널리스트 닉 사우스올은 라우드니스 워에 대해 광범위하게 글을 써왔으며, "CD 마스터링에서 점프 더 샤크 순간이 있다면, 아마 오아시스일 것이다"라고 언급했다. 《Britpop and the English Music Tradition》에서 앤디 베넷과 존 스트래튼은 이 기법의 결과로 "곡들이 특히 시끄럽게 들렸다. 리암 갤러거의 목소리가 믹스에서 그 정도로 전면에 나와 마치 노래의 믹스에서 자라나는 것처럼 들려, 의도적으로 가짜 라이브 같은 품질을 발산했다"고 언급했다.

## 커버 아트

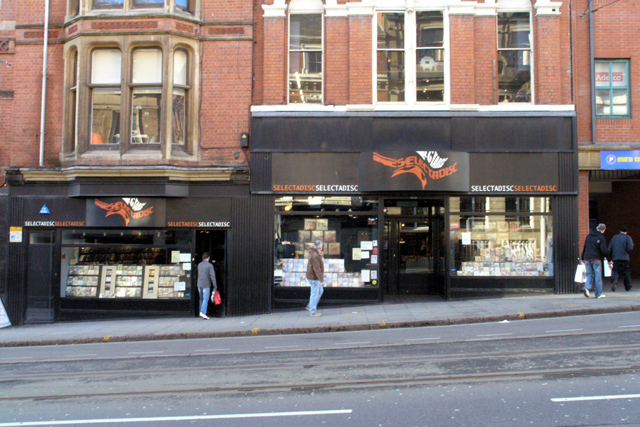
커버 아트에는 노팅엄에 본사를 둔 음반 상점 체인인 셀렉타디스크의 런던 지점이 등장한다(노팅엄 지점이 사진에 나와 있음).

커버 아트는 런던의 베릭 스트리트에서 두 남성이 서로 지나치는 모습을 담고 있다. 두 남성은 런던 DJ인 션 로울리와, 커버 아트 디자이너인 브라이언 캐넌 (카메라를 등지고 있는 인물)이다. 음반 프로듀서 오언 모리스는 사진 왼쪽 인도 배경에 등장하며, 얼굴 앞에 음반의 마스터 테이프를 들고 있다. 이 장소는 당시 음반 가게들이 인기 있는 장소였기 때문에 선택되었다. 커버 제작에는 2만 5,000파운드가 소요되었다. 다큐멘터리 《Squaring the Circle: The Story of Hipgnosis》에서 노엘 갤러거는 커버 아트에 대한 불만을 표하며, 아트 디자인 과정에 충분한 관심을 기울이지 못했음을 인정했다.

## 발매
《(What's the Story) Morning Glory?》는 1995년 10월 2일에 발매되었다. 음반은 빠르게 판매되었으며, 《데일리 익스프레스》는 발매 다음 날 중앙 런던 HMV 매장에서 음반이 분당 두 장씩 판매되고 있다고 보도했다. 첫 주 판매가 끝날 무렵, 음반은 345,000장의 판매 기록을 세우며, 당시 마이클 잭슨의 《Bad》에 이어 영국 역사상 두 번째로 빠르게 판매된 음반이 되었다. 영국 차트에서 처음 1위에 오른 후, 음반은 연말까지 상위 3위 안에 머물며, 1월 중순에 6주간 1위를 차지한 뒤, 3월에 다시 3주간 1위를 기록했다. 총합으로, 이 음반은 7개월 동안 상위 3위 안을 떠나지 않았다.
음반의 네 번째 싱글인 〈Wonderwall〉이 여러 나라에서 차트 10위 안에 들면서, 호주와 뉴질랜드에서는 1위를 차지했고, 미국에서는 8위까지 올라가며 이 음반은 국제적인 성공을 거두기 시작했다. 결국 이 음반은 호주 음반 차트에서 5주간 1위를 기록했고, 뉴질랜드 음반 차트에서는 8주 동안 1위를 차지한 뒤, 캐나다, 아일랜드, 스웨덴, 스위스 차트에서 정상에 올랐다. 또한, 이 음반은 미국 시장에서도 큰 반향을 일으켰으며, 이는 부분적으로 〈Wonderwall〉과 〈Champagne Supernova〉 싱글이 미국 모던 록 라디오에서 성공을 거둔 덕분이었다. 두 곡 모두 모던 록 트랙 차트에서 1위를 차지하며 각각 10주와 5주 동안 1위를 유지했다. 1996년 초까지, 《(What's the Story) Morning Glory?》는 주간 판매량 200,000장을 기록했으며, 결국 차트에서 4위까지 올랐고, 연말까지 400만 장 이상의 출하량을 기록하며 4배 플래티넘 인증을 받았다. 〈Wonderwall〉은 또한 호주와 뉴질랜드 싱글 차트에서 1위를 기록했다.

## 곡 목록
모든 곡들은 특별한 언급이 없는 한 노엘 갤러거에 의해 작사/작곡하였다.
| #   | 제목                                      | 작사·작곡                           | 재생 시간 |
| --- | ----------------------------------------- | ----------------------------------- | --------- |
| 1.  | 〈Hello〉                                 | N. 갤러거, 게리 글리터, 마이크 린더 | 3:21      |
| 2.  | 〈Roll with It〉                          |                                     | 3:59      |
| 3.  | 〈Wonderwall〉                            |                                     | 4:18      |
| 4.  | 〈Don't Look Back in Anger〉              |                                     | 4:48      |
| 5.  | 〈Hey Now!〉                              |                                     | 5:41      |
| 6.  | 〈Untitled〉 (The Swamp Song – Excerpt 1) |                                     | 0:44      |
| 7.  | 〈Some Might Say〉                        |                                     | 5:29      |
| 8.  | 〈Cast No Shadow〉                        |                                     | 4:51      |
| 9.  | 〈She's Electric〉                        |                                     | 3:40      |
| 10. | 〈Morning Glory〉                         |                                     | 5:03      |
| 11. | 〈Untitled〉 (The Swamp Song – Excerpt 2) |                                     | 0:39      |
| 12. | 〈Champagne Supernova〉                   |                                     | 7:27      |

## 참여 인원
오아시스
- 리암 갤러거 - 보컬
- 노엘 갤러거 - 리드 기타, 배킹 보컬, 피아노, 멜로트론, E-bow, 프로듀서,
- 폴 아더스 - 리듬 기타, 멜로트론, 피아노
- 폴 맥기건 - 베이스 기타
- 앨런 화이트 - 드럼, 퍼커션

추가 음악가
- 오언 모리스 – 프로듀서
- 브라이언 캐넌- 키보드
- 토니 매캐럴 -〈Some Might Say〉드럼
- 폴 웰러 -〈Champagne Supernova〉리드 기타 및 배킹 보컬

## 인증
| 국가                                                                                         | 인증         | 판매량/출하량 |
| -------------------------------------------------------------------------------------------- | ------------ | ------------- |
| 아르헨티나 (CAPIF)                                                                           | 골드         | 30,000^       |
| 오스트레일리아 (ARIA)                                                                        | 8× 플래티넘  | 560,000^      |
| 오스트리아 (IFPI 오스트리아)                                                                 | 골드         | 25,000*       |
| 벨기에 (BEA)                                                                                 | 골드         | 25,000*       |
| 캐나다 (뮤직 캐나다)                                                                         | 8× 플래티넘  | 800,000^      |
| 덴마크 (IFPI Danmark)                                                                        | 7× 플래티넘  | 140,000       |
| 핀란드 (Musiikkituottajat)                                                                   | 골드         | 27,540        |
| 프랑스 (SNEP)                                                                                | 플래티넘     | 300,000*      |
| 독일 (BVMI)                                                                                  | 골드         | 250,000^      |
| 홍콩 (IFPI 홍콩)                                                                             | 골드         | 10,000*       |
| 아일랜드 (IRMA)                                                                              | 6× 플래티넘  | 90,000^       |
| 이탈리아 (FIMI) sales for 1995–96                                                            | 플래티넘     | 150,000       |
| 이탈리아 (FIMI) sales since 2009                                                             | 2× 플래티넘  | 100,000       |
| 일본 (RIAJ)                                                                                  | 플래티넘     | 200,000^      |
| 네덜란드 (NVPI)                                                                              | 골드         | 50,000^       |
| 뉴질랜드 (RMNZ)                                                                              | 2× 플래티넘  | 30,000^       |
| 노르웨이 (IFPI 노르웨이)                                                                     | 플래티넘     | 50,000*       |
| 싱가포르 (RIAS)                                                                              | 골드         | 5,000*        |
| 스페인 (PROMUSICAE)                                                                          | 2× 플래티넘  | 200,000^      |
| 스웨덴 (GLF)                                                                                 | 플래티넘     | 100,000^      |
| 스위스 (IFPI 스위스)                                                                         | 골드         | 25,000^       |
| 태국                                                                                         | 골드         | 20,000        |
| 영국 (BPI)                                                                                   | 17× 플래티넘 | 5,100,000     |
| 미국 (RIAA)                                                                                  | 4× 플래티넘  | 4,000,000^    |
| 요약                                                                                         |              |               |
| 유럽 (IFPI)                                                                                  | 6× 플래티넘  | 6,000,000*    |
| *판매량을 기반으로 한 인증 · ^출하량을 기반으로 한 인증 · 판매량+스트리밍을 기반으로 한 인증 |              |               |

## 같이 보기
- 영국에서 가장 많이 팔린 음반 목록
- 가장 많이 팔린 음반 목록
- 영국에서 가장 많이 팔린 음반 목록